# Campi oculari frontali
I campi visivi frontali (nell'acronimo inglese FEF) sono una regione del cervello situata nella corteccia frontale, precisamente nell'area 8 di Brodmann, del cervello dei primati. I campi oculari sono responsabili dei movimenti oculari volontari, e sono in comunicazione con i muscoli extraoculari indirettamente, attraverso la formazione reticolare pontina paramediana. La loro distruzione causa la deviazione omolaterale degli occhi.

## Funzione
L'area corticale chiamata campi oculari frontali gioca un importante ruolo nel controllo dell'attenzione visiva e dei movimenti oculari. La stimolazione elettrica dei campi oculari infatti suscita movimenti oculari saccadici. I campi oculari frontali sono dotati di una struttura topografica e costituiscono i target saccadici nelle coordinate retinotopiche. Sono attivati durante l'avvio dei movimenti oculari, come la saccade volontaria e i movimenti oculari di ricerca. Esistono delle evidenze che quest'area giochi un ruolo nei processi sensoriali e che appartiene a un sistema di trasmissione rapido che comprende i collicoli superiori, i nuclei dorsali mediali e i percorsi ascendenti dei campi oculari. Quest'area corticale, abbreviata secondo l'acronimo inglese FEF (frontal eye fields), costituisce insieme ai campi visivi supplementari, il solco intraparietale e il collicolo superiore, una delle più importanti aree del cervello coinvolte nella generazione e nel controllo dei movimenti oculari, in particolare in direzione controlaterale.

## Significato clinico

### Lesioni
La stimolazione laterale dei campi oculari frontali provoca uno sguardo coniugato in direzione controlaterale alla stimolazione. Pertanto una lesione distruttiva unilaterale di campo oculare provoca uno sguardo coniugato verso la lesione, mentre una lesione stimolante (irritativa) provoca uno sguardo coniugato dalla lesione.